# Ширазький метрополітен
Ширазький метрополітен (перс. متروی شیراز) — система ліній метрополітену у Ширазі. Відкрито 11 жовтня 2014. Став третім метро в Ірані. В системі використовуються п'ятивагонні потяги що живляться від повітряної контактної мережі, ширина колії — стандартна.

## Історія
Будівництво розпочалося у 2001 р., відкриття у 2014 р.. На квітень 2018 року єдина в місті лінія складається з 16 діючіх станцій, ще 4 станції будуються на чинній дистанції.

### Хронологія розвитку системи
- 11 жовтня 2014 — відкриття початкової дистанції «Ehsan»—«Namazi», (без декількох проміжних станцій).
- 5 травня 2015 — на діючій дистанції відкрито станцію «Shahed».
- 11 лютого 2016 — на діючій дистанції відкрито станцію «Motahari».
- 28 серпня 2016 — на діючій дистанції відкрито станцію «Avini».
- 20 квітня 2017 — відкрита дистанція «Namazi»—«Zandiyeh», (без проміжної станції).
- 22 серпня 2017 — відкрита дистанція «Vali-e Asr»—«Shahid Dastgheyb», (без декількох проміжних станцій).
- 7 грудня 2017 —  на діючій дистанції відкрито станцію «Razi».
- 11 лютого 2018 —   на діючій дистанції відкрито станцію «Janbazan».

## Лінії
Перша лінія матиме довжину 24,5 км, 20 підземних і 1 естакадну (на мосту Чамран) станції. Лінія проходить від площі Голь-е-Сорх поблизу міжнародного аеропорту Шираз на південному сході міста до площі Ехсан на північному сході. На південній дистанції 15 км лінії проходять в прокладених за допомогою тунелепрохідних комплексів двох тунелях глибокого закладення діаметром 7 м, інша частина — у спорудженому відкритим способом єдиному двоколійному тунелі мілкого закладення.  Між мостом Чамран і площею Мірзи Кучек-хана (район Маалі-Абад) лінія прямує по поверхні.  Станції глибокого закладення мають острівні платформи, мілкого — берегові. 
Друга лінія буде завдовжки 8,5 км з 8 підземними та 2 наземними станціями пройде на глибині 15 м у двох тунелях 7-метрового діаметра від станції пересадки з Першої лінії на площі Імама Хусейна до шосе Міан і Адель-Абад через вулицю Інгілаб і площа Басидж. 
Третя лінія буде завдовжки 16 км від станції пересадки з Першою лінією на площі Мірзи Кучек-хана до району нове місто Садра перші 4 км прямує в тунелі мілкого закладення з 4-ма станціями, а потім — наземно з 4-ма станціями. Одна зі станцій буде біля залізничного вокзалу Шираз.

## Ресурси Інтернету
- Фото спорудження [Архівовано 11 січня 2012 у Wayback Machine.]
- Планована схема [Архівовано 9 червня 2017 у Wayback Machine.]